# 普天間飛行場
普天間飛行場（ふてんまひこうじょう、英: Marine Corps Air Station Futenma）は、日本の沖縄県宜野湾市にある在日米軍海兵隊の軍用飛行場。基地名は普天間航空基地（MCAS FUTENMA）で、一般的には普天間基地（ふてんまきち）と呼称されている。2,700mの滑走路を持ち、嘉手納基地と並んで沖縄におけるアメリカ軍の拠点となっている。また、国連軍地位協定により、国連軍も施設・区域を使用することができる。

## 概要
普天間飛行場は沖縄本島中部（那覇市の北東約10km）、宜野湾市中心部に位置する。普天間は宜野湾市の地名で、普天満宮の門前町として古くから栄えた地域である。その面積は宜野湾市の面積（19.8km2）の約24.3%にあたる。普天間飛行場を見渡せる場所として、嘉数高台公園や佐喜眞美術館などからは飛行場の周りに住宅地が密集している状況を見ることができる。
- 場所：宜野湾市（野嵩・新城・上原・中原・赤道・大山・真志喜・宜野湾・大謝名）
- 面積：4,806000m2[6]
- 地主数：3818人[7]

宜野湾市は沖縄県の中でも那覇都市圏を構成する最も人口が過密な地域であり、普天間飛行場(約4.8km2)、キャンプ・フォスター（1.6km2）、陸軍貯油施設（0.02km2）が市域面積19.8km2の約32.4％を占めており、2021年(令和3年)の時点で人口密度(約6252人/km2)である。

普天間飛行場は文教地区を含む人口密集地に位置するため、事故の危険性が懸念されており、｢世界一危険な米軍基地｣とも称される。2004年(平成16年)には普天間飛行場近くに位置する沖縄国際大学に普天間基地所属のアメリカ海兵隊CH-53Dが墜落する事故（沖国大米軍ヘリ墜落事件）が発生しており、普天間基地の返還と名護市辺野古（キャンプ・シュワブ）への移設が議論されている。

## 施設概要

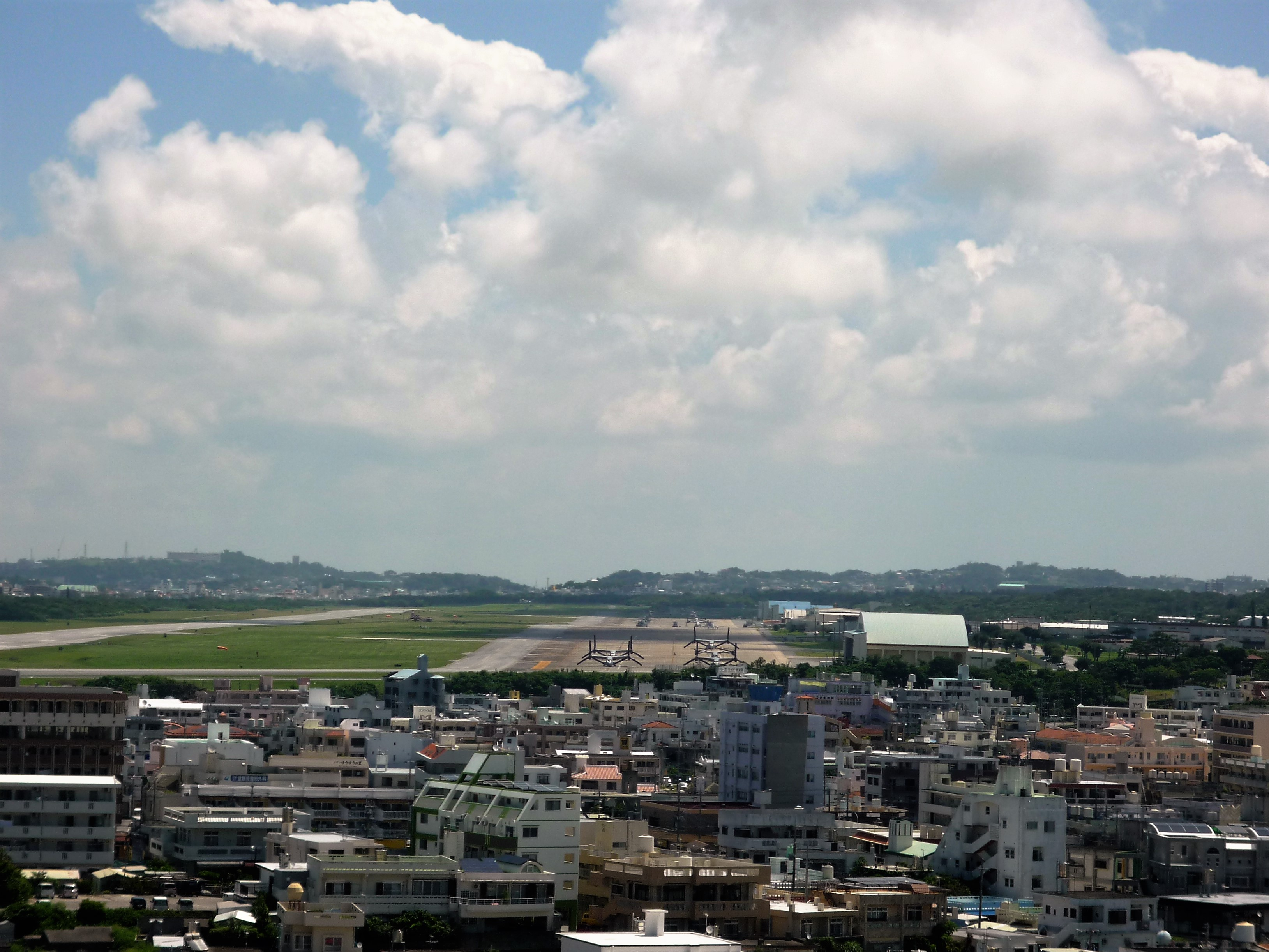
普天間飛行場

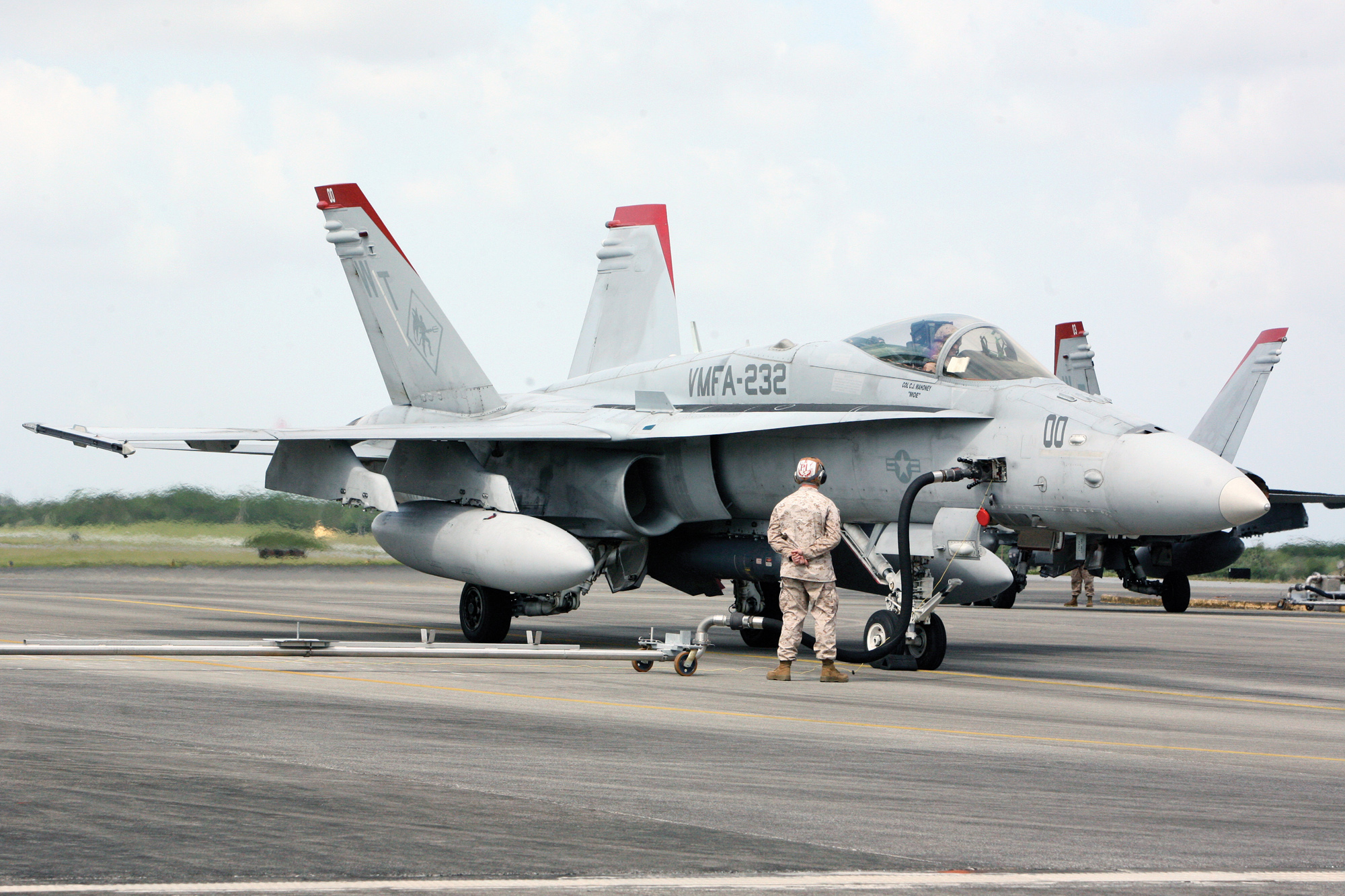
普天間飛行場に飛来したF/A-18ホーネット

普天間飛行場は2,700mの滑走路を持ち、米海兵隊のほとんどの航空機を支援できる機能を備えている。現在は、米海兵隊第3海兵遠征軍第1海兵航空団第36海兵航空群のホームベースとなっており、ヘリコプター部隊を中心に配備されている。駐留する各航空部隊が円滑に任務遂行できるための諸施設として、格納庫、通信施設、整備・修理施設、部品倉庫、部隊事務所、消防署があるほか、PX（売店）、クラブ、バー、診療所等の福利厚生施設等の設備が総合的に整備されている。

### 役割
在沖縄海兵隊（第3海兵遠征軍）は、活動範囲がインド洋やペルシャ湾（中東）にまで及び、日本周辺だけでなくアジア太平洋全体での抑止力として重要な役割を果たしている。特に朝鮮半島有事や台湾有事では、在沖海兵隊による機動力と即応性が不可欠となり、地理的優位性がある普天間飛行場はその重要拠点となっている。
また、普天間飛行場は海抜95ｍの高台に位置していることから、津波などの災害時に、沿岸部の那覇空港や嘉手納飛行場が壊滅的な被害を受け、使用できなくなった場合の「緊急ハブ空港」としての役割も担っている。2012年、在沖米海兵隊は宜野湾市、北谷町と災害協定を締結し、沖縄本島で津波が起きた際、普天間飛行場とキャンプ・フォスターを避難経路として周辺住民に開放し、飛行場の施設・区域を災害対応を目的に使用できるようにしている。

## 所在部隊

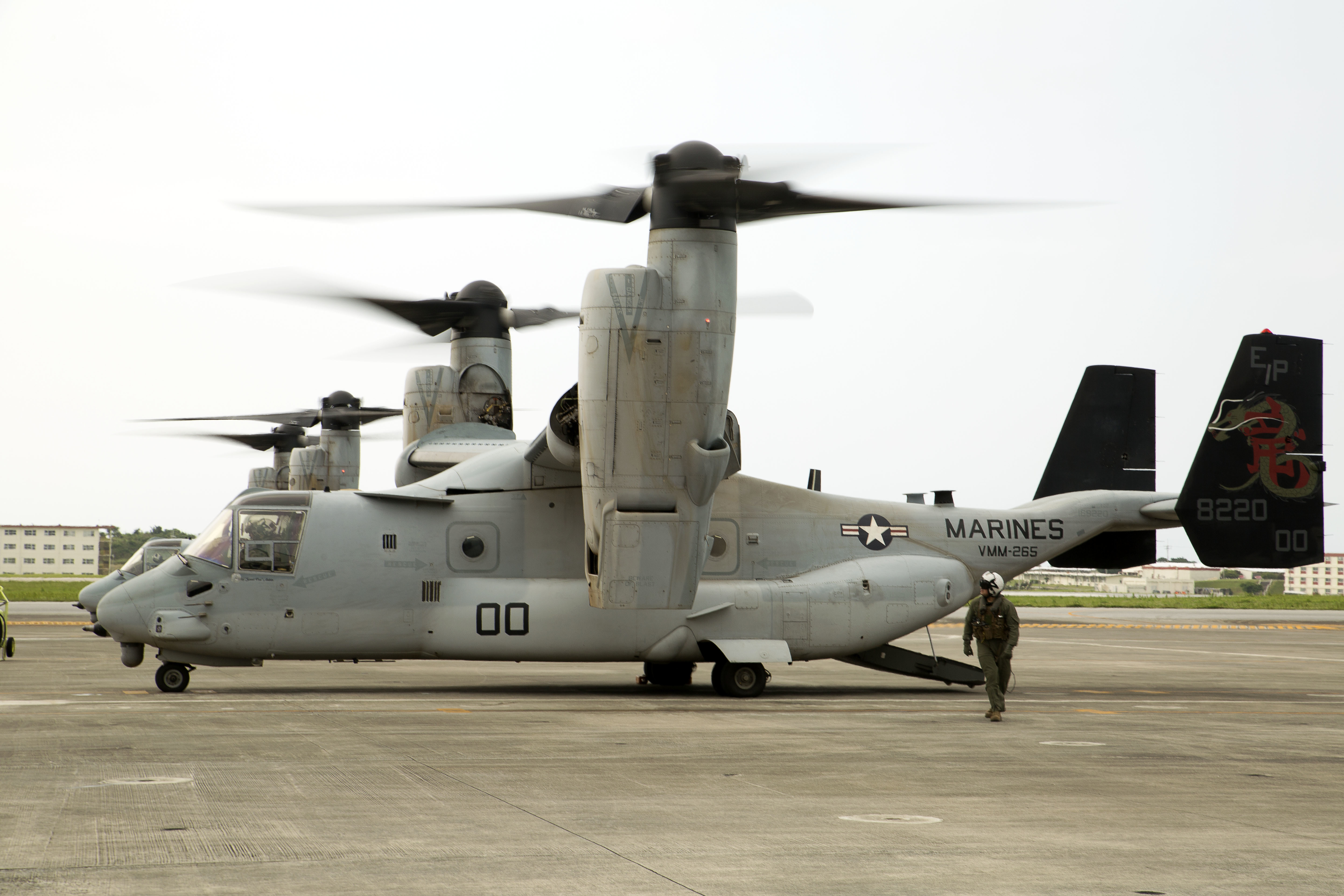
MV-22Bオスプレイ

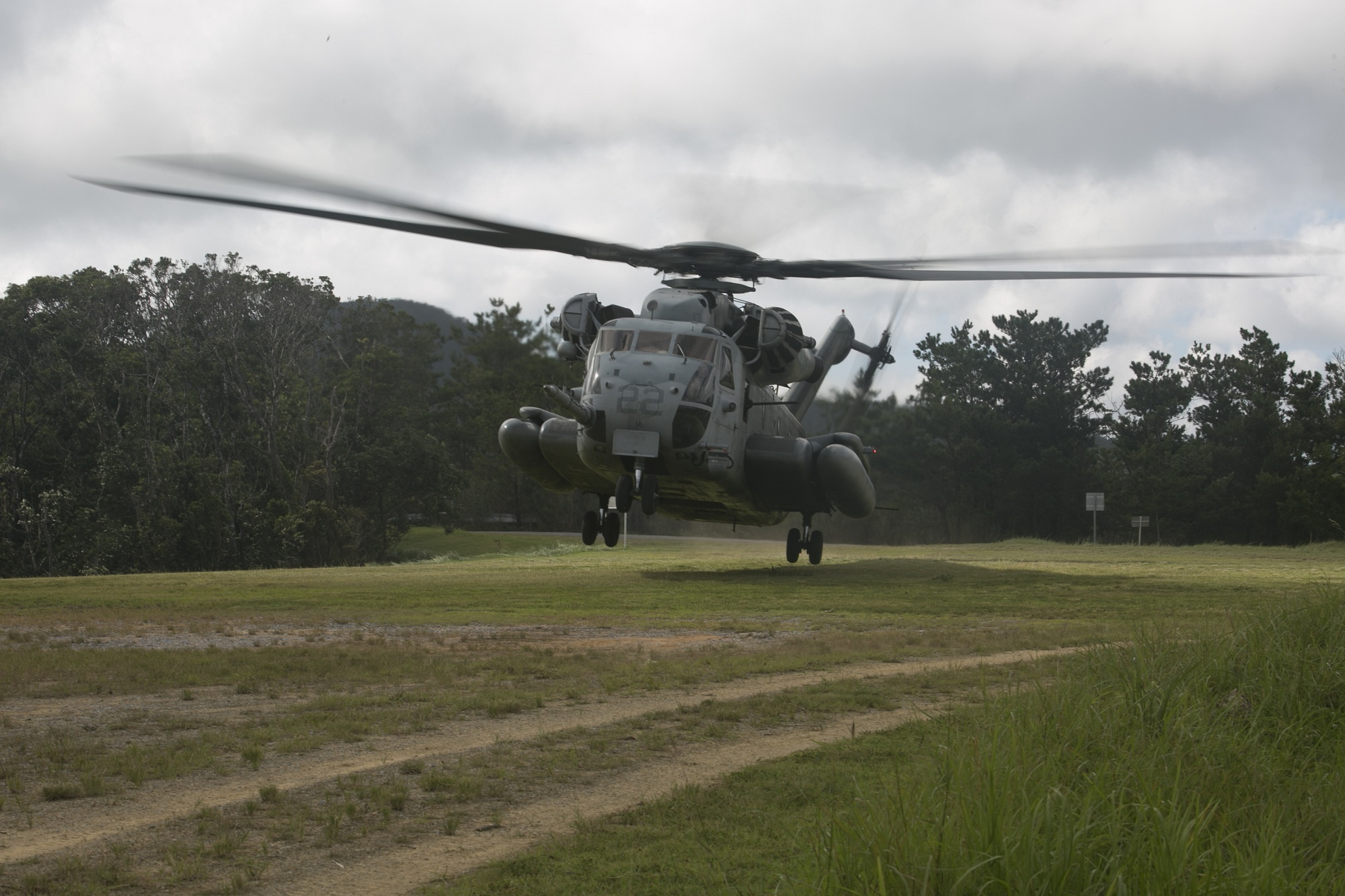
CH-53Eスーパースタリオン

- 第1海兵航空団司令部飛行隊（UC-35Dサイテーションを配備）
- 第36海兵航空群
  - 第36海兵航空群司令部
  - 第36海兵航空群司令部飛行隊（UC-12Fを配備）
  - 第262海兵中型ティルトローター飛行隊（VMM-262）"Flying Tigers"（MV-22Bを配備）
  - 第265海兵中型ティルトローター飛行隊（VMM-265）"Dragons"（MV-22Bを配備）
  - 第36海兵航空兵站中隊
  - 海兵重ヘリコプター分遣隊（主にカリフォルニア州ミラマー海兵隊航空基地の第16海兵航空群（英語版）からの分遣隊）（CH-53Eを配備）
  - 海兵軽/攻撃ヘリコプター分遣隊（主にカリフォルニア州キャンプ・ペンドルトンの第39海兵航空群（英語版）からの分遣隊）（AH-1W、UH-1N を配備）
- 第18海兵航空管制群（英語版）
  - 第4海兵航空管制中隊（英語版）
  - 第2海兵航空支援中隊（英語版）
- その他

※KC-130J等を配備する第152海兵給油輸送飛行隊（VMGR-152）"Sumos" は、沖縄の基地負担軽減策の一環で、2014年8月末までに本土の岩国航空基地（山口県岩国市）へ移駐している。

## 歴史

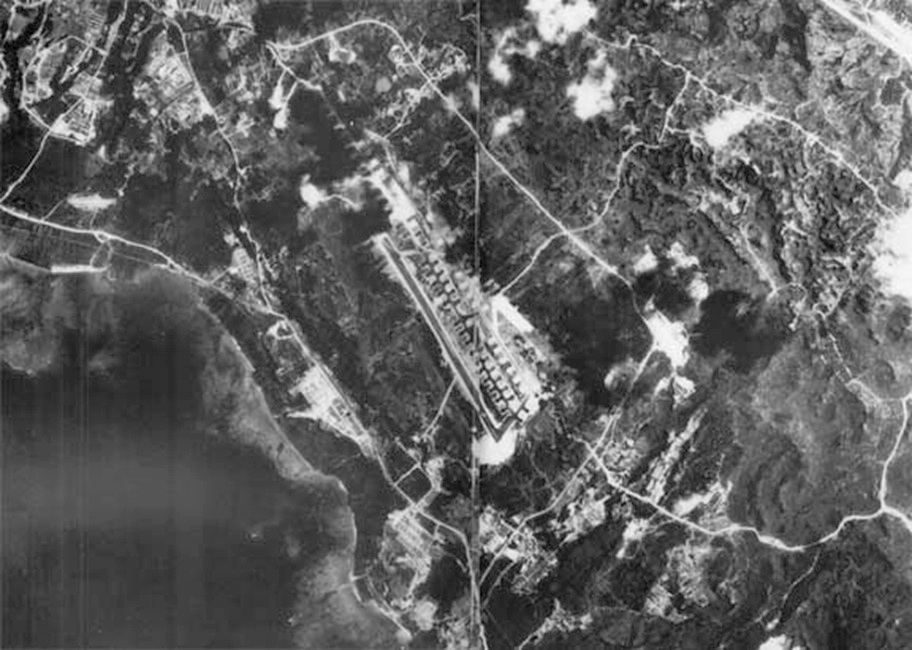
建設当時の普天間飛行場（1945年）

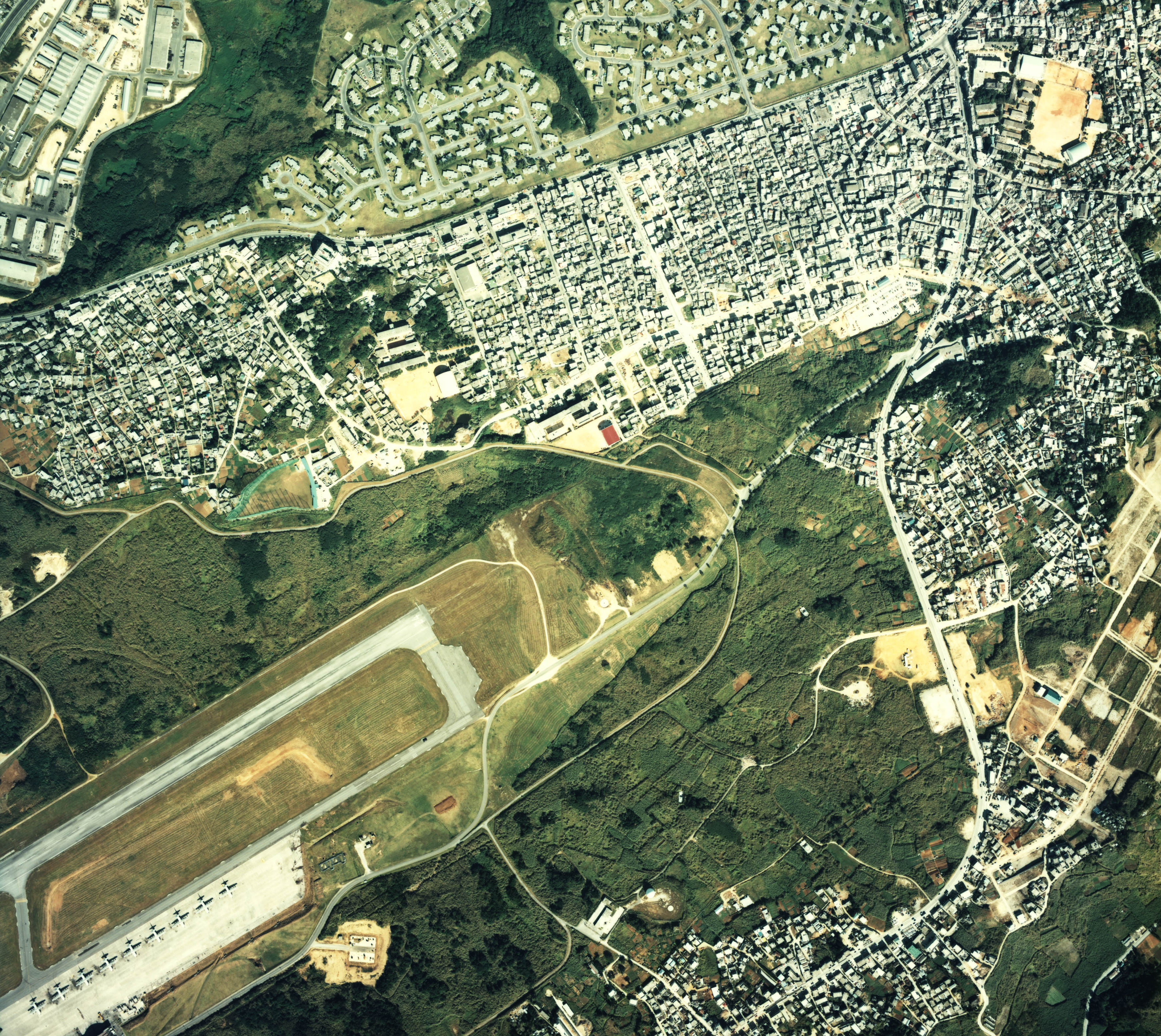
普天間飛行場（左下）と飛行場北側の市街地の航空写真（1977年）。

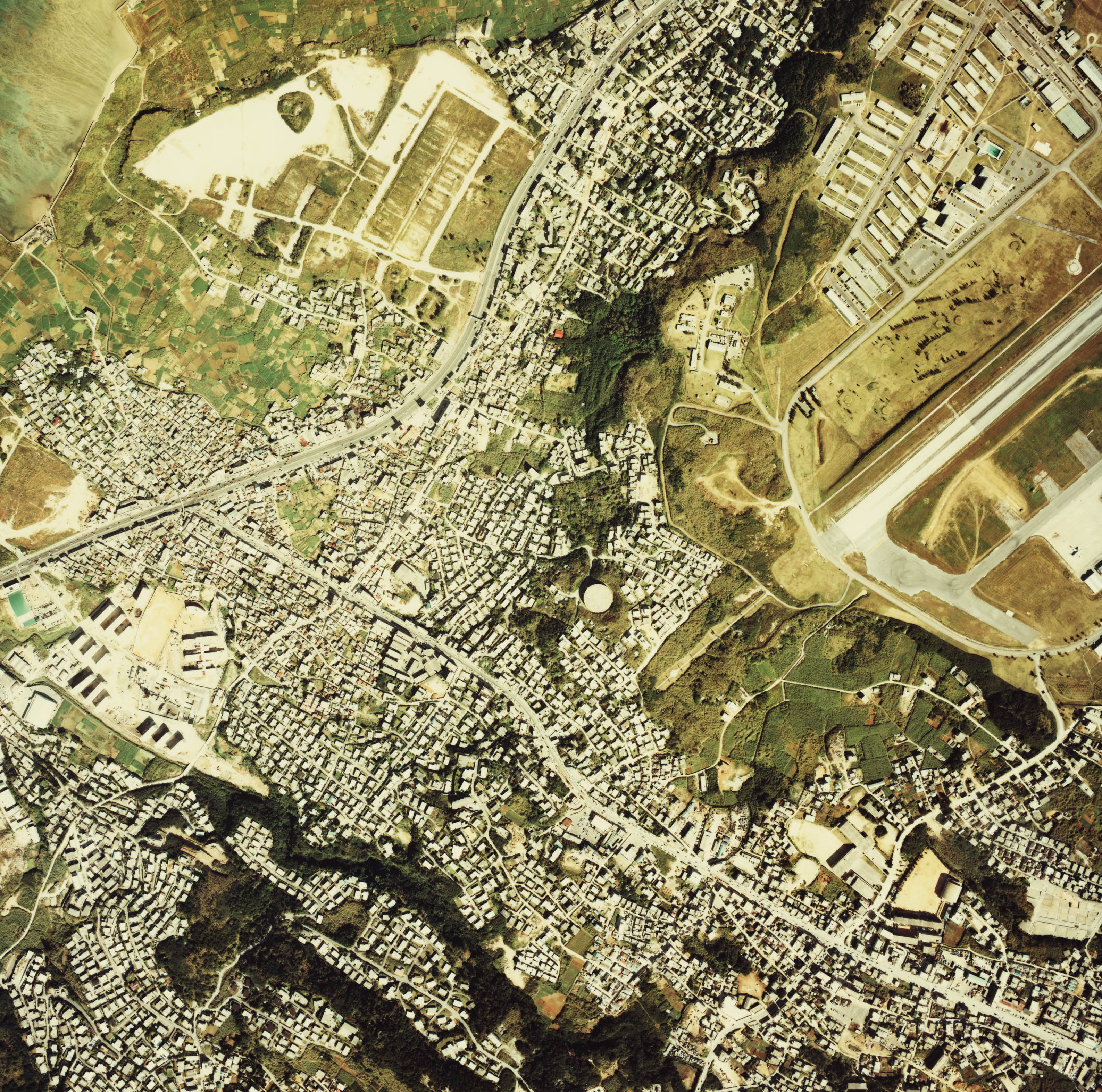
普天間飛行場（右上）と飛行場南西側の市街地の航空写真（1977年）。

### 飛行場建設以前
第二次世界大戦中にアメリカ軍によって飛行場が建設される前のこの地域にはいくつかの湧水が存在し、それらを水源に畑作が営まれる丘陵地であった。また本島南部の那覇や首里と北部の国頭（くにがみ）を結ぶ交通の要衝でもあり、琉球松の並木道が続いていた。
現在の普天間基地には戦前に宜野湾、神山、新城、中原の集落が存在し(普天間集落はキャンプフォスター内)宜野湾村全体で人口はは約1万4千人であった。また、畑作が営まれる丘陵地には「屋取集落」と呼ばれる旧士族が開墾のため開いた散村形態の集落も分布していた。
なかでも、宜野湾村の中心集落であった旧宜野湾は多くの民家が建ち並び、松並木街道沿いには郵便局、宜野湾国民学校、役場等の公共機関や病院、旅館、商店などもあった。

### 飛行場建設以降
1945年4月に米軍による沖縄占領と同時に土地が強制接収され、本土決戦に備えて米陸軍工兵隊により滑走路が建設された。戦後、避難先や収容所から帰還した接収地域の住民は自分の土地に帰還できなかったため、普天間飛行場の周辺に集落が形成された（基地内には当時の集落の墓が残されている）。

沖縄戦の民間人収容所時代から米軍占領下時代の軍作業は、1972年の施政権移行後も、重要な雇用の一つとしてあり続けると同時に、日本政府が「在日米軍駐留経費負担」(予算思いやり予算) として負担していながら、米軍管理のもと雇用低賃金、非正規雇用や差別待遇、不当解雇といった労働問題も抱え、基地が地域社会に与える影響は大きい。那覇都市圏として発展している一方で、那覇周辺の海浜地区の発展に対して普天間飛行場が都市整備の阻害要因になっているとされている。

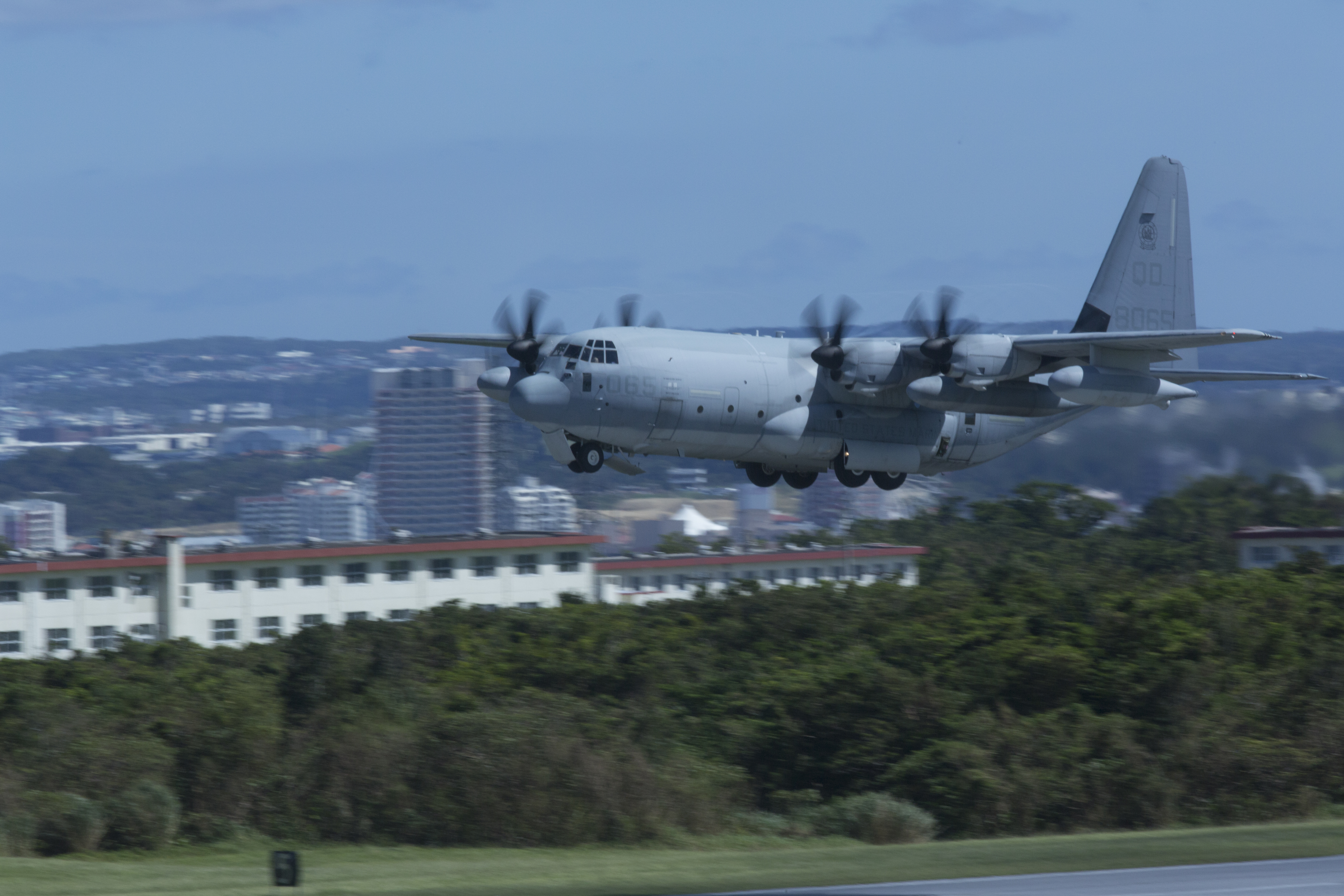
岩国飛行場に移駐するKC-130J

以降は『宜野湾市史 第1巻通史編』第6章、FAC 6051 普天間飛行場 （「第8章 基地の概要 第1節 米軍の施設別状況」内『沖縄の米軍基地 平成20年3月』 P218-222 沖縄県基地対策課HP）等を参考に記述。墜落事故、移設問題などは別記。
- 1945年 - 沖縄戦の最中に、宜野湾一帯がアメリカ軍の支配下に置かれると、アメリカ陸軍工兵隊の発注により中頭郡宜野湾村（現・宜野湾市）の一部土地を接収し、プロペラ機時代としては破格の規模となる2,400m級の滑走路を持つ飛行場が建設された。沖縄戦自体は6月23日に組織的戦闘が終結したとされているが、建設は続けられた。当時の目的は日本本土決戦（連合軍側から見た場合ダウンフォール作戦）に備えるためであり、兵員及び物資の輸送に供することであった。
- 1945年10月9日 - 台風の直撃により、建設途中の沖縄の各軍事施設が打撃を受ける。
- 1948年～1949年 - リビー、デラ、グロリアの3台風が相次いで沖縄を直撃した。特に1949年6月のグロリア台風による沖縄米軍基地全体の損害は8000万ドルに達し、その原因は基地施設がカマボコ兵舎（クォンセット・ハット）[注釈 1] に代表される簡易的な物が多く、天災に耐えるだけの恒久性を持っていないことにあった。これは戦後の軍事予算削減の影響を受けたものだったが、被害の大きさからより恒久的で台風や地震に耐えられる基地施設建設の機運が高まった[19] 。
- 1950年 - 朝鮮戦争勃発に伴い沖縄の戦略的価値が見直され、基地の恒久化を目的とした建設が進められることとなった。普天間もこれによる影響を受けていく。
- 1950年12月 - GHQ下の極東軍司令部は1950年7月1日に遡及し、米軍が占領した民有地の借料の支払いを開始するように琉球民政府に指示[20]。
- 1953年 - 滑走路が2,800メートル（9,000フィート）に延長され、ナイキミサイルが配備された。
- 1957年4月 - 陸軍から空軍へ管理を移管。
- 1960年5月 - 施設管理権がアメリカ空軍からアメリカ海兵隊へ移管された[注釈 2]。民有地については、琉球政府が住民から土地を一括で借り上げたうえで米海兵隊に又貸しをし、軍用地料（基地・飛行場の土地賃借料）についてはアメリカ側から琉球政府に支払われたものを住民に分配する方法が採られた。
- 1969年11月4日 - 第1海兵航空団第36海兵航空群(36MAG)が司令部を本飛行場に移設。同航空群のホームベースとなる。
- 1971年7月5日 - 基地内で大規模な乱闘が発生。白人兵と黒人兵間の諍いが発展して兵舎、食堂で150人-200人が乱闘したもの。16人が負傷[21]。
- 1972年5月15日 - 沖縄返還に合わせて事務が琉球政府から日本政府（防衛施設庁那覇防衛施設局）に引き継がれ、日米地位協定第二条第一項(a)に基づく米軍施設および区域と定義される。また、普天間海兵隊飛行場、普天間陸軍補助施設、普天間海兵隊飛行場通信所の3施設が統合され、普天間飛行場として提供施設、区域となる。
- 1974年2月26日 嘉手納飛行場にP-3Cが移駐されたことに伴い、その補助飛行場として使用するための滑走路を全面的に再整備。
- 1974年1月30日 - 第15回日米安全保障協議委員会にて一部の無条件返還および移設条件付返還を合意。
- 1976年10月 - ベトナム戦争終結後の海兵隊再編に伴い、上級司令部たる第1海兵航空団司令部が、岩国よりキャンプ・バトラー（中城村）に移駐し、機能強化が図られた[22]。
- 1976年10月 - 返還予定の中原区から航空機誘導用レーダーを移設。
- 1977年3月31日 - 10.9haを返還（12月15日、代替施設として飛行場内に宿舎等を追加提供）。
- 1977年4月30日 - 0.3haを返還。
- 1977年9月30日 - 2.4haを返還。
- 1978年1月 - ハンビー飛行場の返還に伴って格納庫、駐機場、隊舎等を移設。1979年3月完成。
- 1980年 米兵、一部一般市民の犯罪に対抗して周辺住民が組織していた自警団制度が廃止[23]。
- 1980年5月22日 - 格納庫等建物2600平方メートルを追加提供。
- 1981年7月18日 - 「防衛施設周辺の生活環境の整備等に関する法律」に基づき第1種区域（住宅防音工事対象区域）を指定（4740世帯）。
- 1983年初頭 - 携帯SAMレッド・アイを装備する第1前線地域防空中隊（4個小隊で構成）が配備（同年末1個小隊を増強しスティンガーへ更新）[24]
- 1983年9月 - 「防衛施設周辺の生活環境の整備等に関する法律」に基づく第1種区域の2期工事開始。
- 1983年12月2日 - 宿舎等建物11500平方メートルを追加提供。
- 1985年1月31日 - 宜野湾市消防庁舎用地として0.7haを返還。
- 1986年10月2日 - 隊舎として建物5700平方メートル等を追加提供。
- 1987年4月16日 - 格納庫として建物5400平方メートル等を追加提供。
- 1990年5月 飛行運用要員と気象およびレーダー観測要員を収容するための新運用棟（1989年3月23日提供）が完成した。ほぼ同時期に整備格納庫（1989年10月26日提供）の増築も完成している[25]。
- 1992年5月14日 - 道路用地等として1.5haを返還。
- 1992年7月12日 - 隊舎等として14000平方メートルを追加提供。
- 1996年6月30日 - 宜野湾市立普天間第二小学校校庭用地として0.9haを返還。
- 1996年9月26日 - 隊舎等として19000平方メートルを追加提供。
- 2000年 - 基地周辺の小学校において海兵隊員による英会話の実習を開始[26]。
- 2002年 - 外部向け広報誌（フリーペーパー）『大きな輪 OKINAWA』を発行開始（在沖海兵隊ウェブサイトでダウンロード可能）
- 2014年7月15日 - 第152海兵給油輸送飛行隊（KC-130J空中給油機）が岩国航空基地（山口県岩国市）に移駐（在沖米軍、初の本土移駐）。
- 2018年3月 - 西普天間住宅地区51haを返還。
- 2020年12月 - 佐真下ゲート付近の土地約990㎡を返還[27]。

### 接受国建設工事
1972年の沖縄の日本への復帰が決まった後、那覇基地の所在海兵部隊を本飛行場に移転することが決められた。
基地施設の建設・整備を担当する陸軍工兵隊は復帰に伴う接受国建設工事計画を策定し、これは沖縄復帰関連建設工事計画及び日本施設調整計画として知られている。復帰関連建設工事計画は更に施設移設計画と施設整備計画に分かれ、日本政府が資金を提供して代用の新施設を建設する。移設計画に基づき日本政府が米軍に提供する施設は、同等原則、つまり同面積の設備に対して同面積の設備、ある機能に対してはそれと同等の機能を提供することを基礎としている。この計画を練る際に問題となったのは、日本側と相容れない設計と建設基準、環境基準の問題であり、それまでの米軍施設建設工事で求めてきたように、建設の質がアメリカの基準に合致するように努力された。
本飛行場も移転と再編成に伴って幾つかの建設工事が実施されることとなり、その設計を担当したのは太平洋管区下の西太平洋本部技術部であった。西太平洋本部は沖縄返還に伴う工兵隊太平洋管区の組織改正で廃止され、新たに日本地域工兵隊を創設してその中に組み込まれた。
しかし、那覇の側では早期に工事を実施したものの、本飛行場では日本政府の接受国建設工事着手は遅延し、建設が始まったのは1973年夏のことであった。移設工事は何期かに渡って計画され、第1期計画は1975年4月に一応完了した。日本地域工兵隊とその下の沖縄事務所は基準を無視したり不適当な材料を使用する一部の日本の業者と度々衝突した。最終的には業者を教育することに成功したが、環境関連のようにその後も日本側の理解に問題があるとみなされ続けた分野もあった。
第1期計画では海軍と海兵隊の工事として運用棟、高性能火薬庫、ミサイル整備棟、工場、格納庫が建設されたという。ただし、『極東の城』ではこれらをまとめて記述しているため、どれが普天間で実施した工事かは不明である。その後、本飛行場での工事は1970年代末の第3期計画で再度俎上に上り、内容は滑走路と各種雑工事であった。

### その他
復帰時の面積は495ha余りで、その後宜野湾市消防庁舎、道路用地、普天間第二小学校校庭用地の一部などとして一部土地が返還され、2000年3月31日時点での数字として480haとなっている。
現在でも、普天間飛行場が占める土地のうち、およそ92%は私有地である。このため、賃借料が地主に支払われており、2000年代は60億円台で推移しているが、地主数は1976年の1888人から1992年の2164人、2007年の3031人と増加傾向にある。
賃貸借契約を拒否した場合は『地代』ではなく『補償金』となる。
※本飛行場の返還を巡る動きについては、普天間基地移設問題を参照。

### 過去の飛来機（固定翼機）
『宜野湾市史 第1巻通史編 第6章』を参考に記述。
- C-5
- C-141
- P-3C
- F-4

## 主要な事故等

### 墜落事故
本飛行場に関わる主な（これらは墜落ないし死亡を伴う）航空機墜落事故は次のとおりである。この他にも機体トラブルによる緊急着陸や不時着などがある。復帰以降の事故発生件数についての統計は2002年12月末時点で固定翼機8件、ヘリ69件の計77件であり、復帰後から同時点までの沖縄県内米軍航空機事故217件の内35.5%を占める。この間の死亡者は全て米兵であるが、民間人の死亡者を伴うような重大な事故の危険性が指摘されてきた。
- 1973年8月2日 - 第36海兵航空群第164ヘリ中隊所属のCH-46の内1機が、北部訓練場内の国頭村伊湯岳頂上付近で墜落。乗員3名死亡1名行方不明。
- 1973年12月5日 - 第36海兵航空群第164ヘリ中隊所属のCH-46の内1機が、西原村字小那覇の社屋新築現場付近に墜落し、乗員4人死亡。1人重傷。救難活動に当たった社員1人が軽傷。また社員の乗用車が破損、きび畑20坪を焼いた。
- 1975年6月24日 - 第164ヘリ中隊所属のCH-46の内1機が、北部訓練場内の国頭村安波ダム建設現場の工事資材運搬用ワイヤーロープに接触し墜落。乗員3名死亡。
- 1976年11月4日 - 第462大型ヘリ中隊所属のCH-53が久米島から那覇向け飛行中、エンジン故障のため渡嘉敷村のナガンヌ島（俗称砂島）付近の海上（那覇西方16km）に墜落。乗員4名（全員）行方不明。
- 1978年3月3日 - 第164海兵中型ヘリ中隊所属のCH-46の内1機が、山口県岩国基地へ向け飛行中、キャンプ・フォスターハンビー飛行場の北方150mの沖合いに墜落。乗員4名全員死亡。
- 1980年10月2日 - 第36海兵航空群所属のOV-10の内1機が、離着陸訓練中滑走路上に墜落し乗員1名が死亡。
- 1980年12月19日 - 第161海兵中型ヘリ中隊所属のCH-46の内1機が、訓練中、原材搬出用ワイヤーに接触、北部訓練場内の安波ダム貯水予定地域に墜落、乗員3名の内1名死亡、2名重傷。
- 1985年7月12日 - 第361海兵重ヘリ中隊所属のCH-53Dが2機で編隊飛行訓練中、1機が国頭村の辺野喜ダム付近の林道に墜落。乗員4名（全員）死亡。付近の植林50坪が焼ける。
- 1988年10月31日 - 第262中型ヘリ中隊所属のCH-46の内2機が空中接触し1機が伊湯岳東側の山林に墜落、大破炎上。乗員4名が死亡。もう1機は損傷しつつも普天間に帰還。
- 1989年5月30日 - 第265海兵中型ヘリ中隊所属のCH-46が夜間上陸演習に参加中、1機が揚陸艦デンバーから離陸直後喜屋武岬の南32kmの海上に墜落。乗員22名中14名が行方不明。8名救助。
- 1994年4月6日 - 第262中型ヘリ中隊所属のCH-46Eの内1機が、不時着訓練中に施設内に墜落。胴体が2つに裂けたが乗員4名は脱出。
- 1994年11月16日 - 第267海兵軽攻撃ヘリコプター中隊所属のUH-1Nの内1機が演習中にキャンプ・シュワブへ墜落。乗員1名が死亡、4名重軽傷。
- 1998年7月23日 - キャンプ・ハンセン内で、海兵隊所属のUH-1Nの内1機が墜落。乗員4名が軽傷。
- 1999年4月19日 - 海兵隊所属のCH-53Eのの内1機が北部訓練場の沖合に墜落。乗員4名が死亡。
- 2004年8月13日 - 海兵隊所属のCH-53Dの内1機が、普天間飛行場に隣接する沖縄国際大学の構内に墜落。乗員3名負傷。民間への人身被害はなし。社会問題として大きく取り上げられる（詳しくは沖国大米軍ヘリ墜落事件）。
- 2016年12月13日 - 23時45分頃、普天間飛行場所属のMV-22オスプレイが名護市東海岸の沖合に墜落した。乗員5名のうち2名が負傷した。

### 燃料漏れ
林公則はアメリカの情報公開法を使って普天間などの米軍基地における燃料漏れ事故の情報を入手し、琉球新報等で公開している。それによれば、普天間では1999年から2006年までの8年間で16回発生しているが、通報されたのは1回だけであると言う。一方、事故件数は同期間の横田の90回よりは少ないが、これは空軍と海兵隊の指令の違いによると分析している。

## 周辺対策
本飛行場に関係する周辺対策事業は他の自衛隊・在日米軍施設同様「防衛施設周辺の生活環境の整備等に関する法律」を根拠法とし（以下本節で同法と呼ぶ）、下記が実施されてきた。本飛行場の特徴は、本土の基地では1960年代から開始されている事業でも、日本国の周辺対策事業としては開始時期が1972年度の本土復帰以降となっていることである。
一般的に、周辺対策事業は下記の4種に区分され、その他にも基地関連事業として幾つかが制度化され、島田懇のように沖縄固有のものもある。
- 障害防止工事の助成
- 住宅防音工事の助成
- 民生安定施設の助成
- 調整交付金の交付

なお、下記は一定期間の総計値であるが、単年度に占める額としては1997年度の宜野湾市の場合で歳入（236億円）の5･9%余りである。
なお海兵隊サイドには日本側（防衛担当部局、県、市等）との折衝のため在沖米海兵隊普天間航空基地渉外官が配置されている。

### 障害防止工事
障害防止対策事業（同法3条に基づく）の内一般障害防止については、本飛行場の設置に伴う形質変更に起因する洪水 被害の障害を防止、または軽減するための排水路改修工事への助成があり、1972年度から1992年度まで宜野湾市に34億円の助成を実施した。
学校等の公共施設の騒音防止対策事業としては、航空機騒音の防止・軽減対策として1974年度から1999年度まで、宜野湾市をはじめとする関係自治体に対して総計225億円の助成を実施した。また、当該工事を実施した施設の内小学校、中学校、高等学校、幼稚園、保育所に設置した空気調和設備の稼動に伴う電気料金についても助成を実施し、1999年度までの総計では38億円となっている。

### 住宅防音工事
住宅防音工事（同法4条に基づく）については宜野湾市、浦添市、北中城村において1979年度より助成を開始し、1999年度時点で約17000世帯に対して308億円が投じられている。また、当該工事により設置した空気調和設備の機能復旧工事（経年劣化による設備更新など）に約3億円を助成した。1999年度より新規施策として生活様式の変化に適応するための防音区画改善工事（バリアフリー住宅等に対する住宅防音工事）などにも助成を実施している。
また、障害防止工事の助成の中には航空機の墜落の際の緊急避難・消防活動に益することを名目として宜野湾市の道路改修（拡幅）に助成されたものがある。
なお、他基地で実施されている移転補償（同法5条）については実施していない。

### 民生安定施設の助成
民生安定施設の助成は同法8条に基づく。一般助成事業として、屋外運動場、体育館、特別集会施設、無線放送施設等の生活環境施設を主体として、その他花卉類の集出荷施設、栽培用温室、農民研修施設等の事業運営の安定に寄与する施設について、1979年度より助成を開始し、1999年度時点で総計は約28億円となっている。
防音助成事業として、学習等供用施設、公民館、保険相談センター、庁舎等について、1964年度から助成を開始し、1999年度時点までで総計38億円となっている。
道路改修事業については1977年度より開始し1999年度までで約27億円を助成している。道路については同法関係以外にも返還道路整備事業による整備があり、複数の制度にまたがって実施されている。

### 特定防衛施設周辺整備調整交付金
更に、同法9条に基づき、特定防衛施設周辺整備調整交付金を宜野湾市に対して、1975年度より交付開始し1999年度まででは総計約15億円となっている。用途としては道路、排水路、学校施設等の公共用施設の整備及びこれらの用地購入である。この交付金について、宜野湾市議の中には他の事例に比較し少ないと主張する者が居る。

### 沖縄懇談会事業
上記とは別に、本飛行場を初めとする沖縄米軍基地問題の全国的な注目によって、1997年度より「沖縄米軍基地所在市町村に関する懇談会」（通称、島田懇）が設置され、宜野湾市など本飛行場周辺自治体も参加している。島田懇は内閣官房長官に事業の提案を行い、予算化される。国側の窓口機関としては当初防衛施設庁那覇防衛施設局（防衛省統合後沖縄防衛局）が一部を担当している。
事業の目的としては「継続的な雇用機会を創出し、経済の自立に繋がるもの」「近隣市町村も含めた広域的な経済振興や環境保全に役立つもの」などが掲げられている。
一例としては宜野湾市が2001年度より建設を計画した宜野湾マリン支援センター整備事業などがある。

## 民間機の発着
普天間飛行場は一貫して軍用飛行場として、軍用機及び軍による民間チャーター機に使用されてきたが、例外的に民間機の定期便の発着が行われた事例が存在する。
那覇空港滑走路補修工事に伴い、1969年1月27日から31日までの間、南西航空（現・日本トランスオーシャン航空）の発着に使用されている。なお、その他の航空会社は嘉手納飛行場を使用した。

## イベント
普天間飛行場では毎年8月頃（2019年・2020年は3月）に、一般開放イベント「フライトライン・フェア」を開催し、基地周辺に住む地元住民のみならず、全国の市民を対象に基地内に招待している。イベントには、毎年数万人の一般市民が訪れ、アメリカ軍のイベントでは、嘉手納飛行場でのイベントと人気を二分する人気となっている（冬に実施される那覇空港での航空自衛隊による那覇航空祭を加えれば三分）。
他の基地の一般開放イベントと比べ、身分証の提示や持ち物検査などゲートのセキュリティーチェックは厳格に行われ、来場者には注意を要する。2001年のアメリカ同時多発テロ事件や2004年の沖国大米軍ヘリ墜落事件を経て、年々警備が厳しくなる傾向にあり、2009年には一眼レフカメラとビデオカメラの持込みが禁止となり、規則を守らない者には退去が命じられることがある（2009年に持ち込み可能なのはコンパクトデジタルカメラまでであった）。警備は沖縄県警からも機動隊が動員されており、基地周辺で撮影を行うスポッターに対して職務質問が実施されることがある。
駐車場については会場に隣接して設けられており、他の開放イベントで見られるように、基地内へのシャトルバスも運行されている。

## 航空管制
| GND   | 122.8MHz,360.2MHz |
| TWR   | 118.8MHz,340.2MHz |
| PTD   | 307.4MHz          |
| METRO | 290.6MHz          |
| ATIS  | 230.3MHz          |

### 航空保安無線施設
| 局名    | 種類  | 周波数 | 識別信号 | 空港からの設置距離 |
| FUTENMA | TACAN |        | NFO      | 飛行場内設置       |